# 秘魯百年盃
秘魯百年盃（Copa Bicentenario）是秘魯國內一項淘汰性質的足球盃賽，賽事由秘鲁足球协会在2019年創辦，參賽球隊包括秘魯足球甲級聯賽及秘魯足球乙級聯賽，賽事冠軍可出戰接下一年的南美球會盃。

## 賽制
共有36支球隊參加秘魯百年盃，其中18支來自秘魯足球甲級聯賽，18支來自乙級聯賽。秘魯百年盃的賽制自創辦以來有所變化。在2019年的賽季中賽事採用小組賽淘汰制，每支球隊被分配到三或四支球隊的小組中，並以循環賽制進行比賽，前兩名球隊進入淘汰賽階段，最終獲勝者成為冠軍。在2021年，賽制改為淘汰賽階段，每場比賽以單場進行，沒有主客場之分。秘魯百年盃冠軍將獲得參加南美球會盃的資格。

## 歷史
除了於1919年成立的秘魯冠軍盃（Copa de Campeones del Perú）外，秘魯從未有過舉辦盃賽賽事。秘魯百年盃作為首個成立的盃賽賽事，旨在為球隊提供更多競爭。該賽事以「百年」命名，以紀念1821年秘魯獨立百年。
由於進行2019年美洲國家盃，在2019年甲級聯賽開幕賽結束後才舉行秘魯百年盃，參賽有18支來自甲級聯賽球隊和12支來自乙級聯賽球隊。獲勝者獲得參加2020年南美球會盃。該賽事採用小組賽的循環賽，每組的前兩名球隊晉級淘汰賽階段。令人驚訝的是乙級聯賽球隊格勞體育會（Atlético Grau）贏得賽事，擊敗万卡约体育。他們隨後將晉級甲級聯賽。
2020年因COVID-19疫情而取消。8月23日，宣布取消百年盃，以便秘魯國家足球隊專注於與澳大利亞的2022年國際足協世界盃附加賽，以及秘魯足球協會對秘魯足球進行的改革。[2]
由於2024年美洲國家盃，在2024年甲級聯賽開幕賽結束後才再次舉行，參賽隊伍包括18支甲級聯賽球隊和18支乙級聯賽球隊。獲勝者將有資格參加2025年南美球會盃。然而，秘魯百年盃最終被取消將不再繼續。該賽事在3年後舉行的秘魯聯賽盃（Copa de la Liga Peruana）取代，成為秘魯的杯賽賽事。

## 歷屆決賽
| 球季 | 冠軍                               | 總比數                             | 亞軍                               | 決賽城市                           |
| ---- | ---------------------------------- | ---------------------------------- | ---------------------------------- | ---------------------------------- |
| 2019 | 格勞體育會                         | 0–0 (4–3 十二碼)                   | 万卡约体育                         | 卡亞俄                             |
| 2020 | 由於COVID-19大流行而取消           | 由於COVID-19大流行而取消           | 由於COVID-19大流行而取消           | 由於COVID-19大流行而取消           |
| 2021 | 士砵亭水晶                         | 2–1                                | 卡洛斯曼勞斯                       | 利馬                               |
| 2022 | 由於秘鲁足球协会進行賽事改革而取消 | 由於秘鲁足球协会進行賽事改革而取消 | 由於秘鲁足球协会進行賽事改革而取消 | 由於秘鲁足球协会進行賽事改革而取消 |
| 2023 | 由於秘鲁足球协会進行賽事改革而取消 | 由於秘鲁足球协会進行賽事改革而取消 | 由於秘鲁足球协会進行賽事改革而取消 | 由於秘鲁足球协会進行賽事改革而取消 |
| 2024 | 秘鲁足球协会宣佈取消               | 秘鲁足球协会宣佈取消               | 秘鲁足球协会宣佈取消               | 秘鲁足球协会宣佈取消               |

## 球會成績
| 球會         | 冠軍 | 亞軍 | 冠軍年份 | 亞軍年份 |
| ------------ | ---- | ---- | -------- | -------- |
| 格勞體育會   | 1    | 0    | 2019     | —        |
| 士砵亭水晶   | 1    | 0    | 2021     | —        |
| 卡洛斯曼勞斯 | 0    | 1    | —        | 2021     |
| 万卡约体育   | 0    | 1    | —        | 2019     |

## 外部連結
- Soccerway.com
- Peruvian Football （页面存档备份，存于） （西班牙語）